# Kabinett Demirel VI
Das Kabinett Demirel VI war die 43. Regierung der Türkei, die vom 12. Dezember 1979 bis zum 11. September 1980 durch Ministerpräsident Süleyman Demirel geleitet wurde.
Die Parlamentswahl vom 5. Juni 1977 gewann die Cumhuriyet Halk Partisi (CHP) von Bülent Ecevit mit 41,38 % der Stimmen, verfehlte die absolute Mehrheit aber deutlich. Süleyman Demirels Adalet Partisi (AP) wurde dahinter mit 36,88 % zweitstärkste Kraft. Ecevit konnte 1978 mit Hilfe einiger unabhängiger Abgeordneter eine Regierung bilden. Doch bei Zwischenwahlen erlitt die CHP im Oktober 1979 eine deutliche Niederlage und Ecevit trat zurück. Demirel versuchte daraufhin eine Regierungsbildung und konnte eine Duldung durch die Millî Selamet Partisi von Necmettin Erbakan erreichen. Am 25. November 1979 gewann Demirel die Vertrauensabstimmung.:97 ff.
Inzwischen war das Land in der Krise gerutscht. Es gab ein Handelsbilanzdefizit von rund 5 Milliarden US-Dollar. Die Türkei hatte hohe Auslandsschulden von 20,9 Milliarden US-Dollar, die Inflationsrate stieg auf über 90 %, die Arbeitslosenquote lag bei rund 15 Prozent. In der Politik herrschte durch das Patt zwischen Ecevit und Demirel Stillstand. Zwischen linken und rechten Gruppierungen und Organisationen war es zu bürgerkriegsähnlichen Zuständen gekommen, denen mehrere Tausend Menschen zum Opfer fielen. 
Ein Memorandum des Generalstabes vom 27. Dezember 1979 an den Staatspräsidenten ließ Demirel unbeachtet, in der Hoffnung, Neuwahlen gewinnen zu können. Die dafür nötige Auflösung des Parlaments konnte seine Fraktion alleine allerdings nicht veranlassen und musste so praktisch handlungsunfähig im Amt bleiben. Nach dem Ende der Amtszeit des Staatspräsidenten Fahri Korutürk konnte man sich auf keinen Kandidaten einigen, der die notwendige Zweidrittelmehrheit erreichen konnte. So wurden bis September 1980 mehr als 115 Wahlgänge durchgeführt. Demirels Unterstützer Erbakan wetterte inzwischen gegen den Westen und forderte offen eine islamische Republik Türkei. Ecevits Attacken gegen die Regierung Demirel wurden heftiger. Politische Morde waren inzwischen an der Tagesordnung. Am 12. September 1980 putschte sich das Militär an die Macht und setzte am 20. September 1980 eine neue Regierung unter dem ehemaligen Befehlshaber der Marine Bülend Ulusu ein.:100 ff.

## Minister
| Titel                                                   | Name                        | Partei                           | Amtszeit                                                              |
| ------------------------------------------------------- | --------------------------- | -------------------------------- | --------------------------------------------------------------------- |
| Ministerpräsident                                       | Süleyman Demirel            | AP                               |                                                                       |
| Staatsminister                                          |                             |                                  |                                                                       |
| Orhan Eren                                              | AP                          |                                  |                                                                       |
| Muhammet Kelleci                                        | AP                          | 12. November 1979 – 15. Mai 1980 |                                                                       |
| Ekrem Ceyhun                                            | AP                          |                                  |                                                                       |
| Ahmet Karahan                                           | AP                          |                                  |                                                                       |
| Metin Musaoğlu                                          | AP                          |                                  |                                                                       |
| Köksal Toptan                                           | AP                          |                                  |                                                                       |
| Justizminister                                          | Ömer Ucuzal                 | AP                               |                                                                       |
| Verteidigungsminister                                   | Ahmet İhsan Birincioğlu     | AP                               |                                                                       |
| Innenminister                                           | Mustafa Gülcügil Orhan Eren | AP                               | 12. November 1979 – 21. Juli 1980 4. August 1980 – 12. September 1980 |
| Außenminister                                           | Hayrettin Erkmen            | AP                               |                                                                       |
| Finanzminister                                          | İsmet Sezgin                | AP                               |                                                                       |
| Bildungsminister                                        | Orhan Cemal Fersoy          | AP                               |                                                                       |
| Minister für öffentliche Arbeiten                       | Selahattin Kılıç            | AP                               |                                                                       |
| Handelsminister                                         | Halil Başol                 | AP                               |                                                                       |
| Minister für Gesundheit und Sozialhilfe                 | Ali Münif İslamoğlu         | AP                               |                                                                       |
| Minister für Zoll und Monopole                          | Ahmet Çakmak                | AP                               |                                                                       |
| Minister für Landwirtschaft und Ackerbau                | Cemal Külahlı               | AP                               |                                                                       |
| Verkehrsminister                                        | Hüseyin Özalp               | AP                               |                                                                       |
| Arbeitsminister                                         | Hüseyin Cavit Erdemir       | AP                               |                                                                       |
| Minister für soziale Sicherung                          | Sümer Oral                  | AP                               |                                                                       |
| Minister für Industrie und Technologie                  | Kemal Bayar                 | AP                               |                                                                       |
| Minister für Kultur                                     | Tevfik Koraltan             | AP                               |                                                                       |
| Minister für Bau und Siedlungswesen                     | Turgut Toker                | AP                               |                                                                       |
| Minister für dörfliche Angelegenheiten und Kooperativen | Ahmet Karayiğit             | AP                               |                                                                       |
| Minister für Forsten                                    | Hasan Ekinci                | AP                               |                                                                       |
| Minister für Jugend und Sport                           | Talat Asal                  | AP                               |                                                                       |
| Minister für Tourismus                                  | Barlas Küntay               | AP                               |                                                                       |
| Minister für Energie und natürliche Ressourcen          | Esat Kıratlıoğlu            | AP                               |                                                                       |